# Арістобул I
Арістобул I (Єгуда, івр. יהודה, грец. Ἀριστόβουλος) — цар Юдеї у 104−103 роках до н. е., старший син Йоханана Гіркана I.

## Життєпис

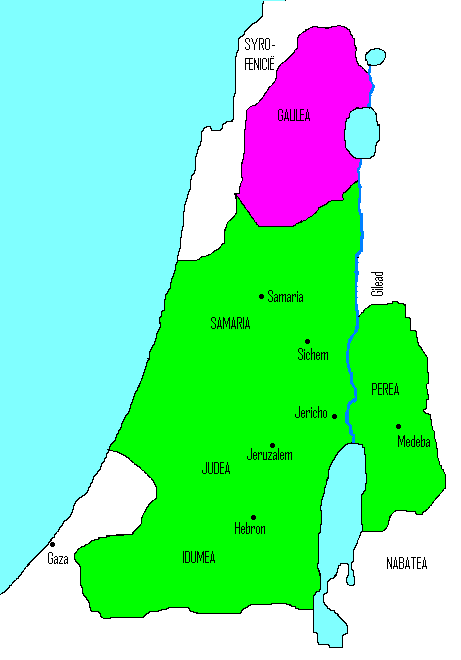
Царство Хасмонеїв за часів Арістобула I
стан у 104 році до н. е.
завойовані території

Після смерті свого батька Гіркана. Арістобул l став спадкоємцем його престолу і первосвященником. Арістобул l став першим правителем династії Хасмонеї. Який оголосив себе царем і офіційно правив як цар і первосвященник. За заповітом Гіркана l владу після його смерті мала перейти до його дружини, а Арістобул повинен був стати первосвященником. Однак Арістобул не погодився з цим і захопив владу при підтримці свого брата Антігона. Якого пізніше вб'є охорона Арістобула.
Щоб убезпечити себе від подальшої загрози від своєї сім'ї Арістобуп помістив свою матір і трьох молодших братів (за винятком Антігона) до в'язниці. Мати, яку він морив голодом, померла в неволі, а з братів Аристобула відомий тільки цар Александр Яннай, який взяв владу в 103 г до н. 3. при цьому вбивши одного з братів, а інший пішов зі світського життя, четвертий брат Антигон був дружнім до Арістобула. Під час хвороби Аристобула Антигон заміщав його і в війнах, і як первосвященник, і тим самим здобув чималий успіх. Цей успіх став фатальним для Антігона. Арістобул наказав убити його, про що пізніше дуже шкодував. Однак протягом незначного часу він і сам помер від туги за братом, як пише Йосип Флавій. Про політику Арістобула повідомляє також Йосип Флавій: крім прийняття царського престолу, він також носив титул Philhellen — доброзичливий до греків. При ньому нещадно переслідували фарисеїв. Арістобул продовжив політику свого батька у зверненні в юдаїзм підкорених частин Галілеі, так само як проводив її Гівкан I в завойованих землях Ідумеї. Арістобул приєднав більшу частину Галілеі. Жителів завойованих територій насильно змушували прийняти юдаїзм, як перший крок для перетворення проводилося насильницьке обрізання.
Слабкість здоров'я Арістобула привела до того, що владу стала контролювати його дружина Саломея Олександра. Вона обдурила Аристобула, переконавши його, що Антигон хоче його повалити силою. У день свята Кущів Антигон прибув озброєний до церкви, щоб принести жертву від імені свого брата, який був хворий. Потім кілька наклепників сказали Арістобулу що його брат прийде озброєним і вб'є його. Арістобуп послав до Антігону людини й попросив відвідати його без зброї; а озброєний загін отримав наказ убити Антігона, якщо той прийде до царя озброєним з метою вбити його. Саломея Олександра зупинила посланника царя і послала до Антігону іншого, який сказав йому, щоб Антигон відвідав свого брата озброєним, оскільки Арістобул буде захоплений пишністю його зовнішнього вигляду і зброї. Коли Антигон безтурботно йшов озброєний на зустріч з царем, він був убитий озброєним загоном. Саломея Олександра випустила молодших братів з в'язниці. Александр Яннай запанував на троні. А Саломея Олександра через деякий час стала його дружиною.

### Правління
Потім Арістобул вступив на престол і став першим єврейським правителем після вавилонського вигнання (тобто після проміжку близько 500 років), прийняв царський титул і офіційно правил як цар і первосвященник. Арістобул не задовольнявся просто титулом царя, але за короткий період свого правління намагався довести, що він гідний займаного їм високого становища. Арістобул вів війну з Ітурея, підкорив значну частину її населення, звернувши їх насильно в юдаїзм, і зажадавши від них пройти обрізання. Ця обставина, про яку Йосип Флавій розповідає зі слів язичницького письменника Тімагена, не викликає сумніву у своїй автентичності, хоча в точності і невідомо, яку частину Ітуреї Арістобул приєднав до Юдеї. З поваги до фарисеїв Арістобул постачав свої монети виключно єврейськими написами і сам наполіг на тому, щоб іменуватися на цих монетах первосвященником, оскільки, на думку фарисеїв, тільки член Давидового дома міг цілком законним чином займати престол. Хоча Арістобул особисто і був вельми затятим прихильником еллінізму, він намагався навіть в порівняно незначних випадках і справах ніколи не ображати фарисеїв вже тільки через це у вищій мірі неймовірні приписувані йому вбивства, які, безсумнівно, порушили б антагонізм між ним і всесильною партією. При всіх зовнішніх успіхах свого царювання Арістобул був надзвичайно нещасливий в сімейному житті. Бувши слабкого здоров'я, він поступово зовсім підпав під вплив і контролю придворного клану, на чолі якої стояла цариця Олександра Саломея. Завдяки саме її інтриг він почав ставитися до свого улюбленого брата Антігону, якому він доручив взяти участь в справах правління і на якого дивився, як на співправителя, з явною недовірою і врешті-решт навіть став, правда, як вважають, не зумисне, причиною його насильницької смерті. Після цього Арістобул був, за переказами, терзає настільки сильними докорами сумління з приводу смерті матері і брата, що це остаточно зламало його, і він помер від горя в 104 р. До н. е. е. або в 103 р. до н. е. е. Якщо повідомляється Йосипом Флавієм історія про сімейне життя Аристобула вірна, то цей цар є найбільш похмурою фігурою в династії Хасмонїв; втім, саме ця частина розповіді Йосипа Флавія не заслуговує особливої довіри, оскільки ми, безсумнівно, маємо тут справу з нашаруваннями легендарного характеру.

### Смерть Арістобула І
Декілька днів потому, Арістобул помер від болю і внутрішньої кровотечі від невідомого захворювання. І все ж, коли Арістобул помирав, «харкаючи кров'ю», він більше боявся не  смерті, але того, що інший його брат — гордовитий Александр Яннай — виявиться тим чудовиськом, яке зруйнує будинок Маккавеїв.